# Manuel Rodríguez Becerra
Manuel Rodríguez Becerra (Bogotá, 29 de octubre de 1946) es un profesor universitario, político  y ambientalista colombiano. Dedicado al estudio y gestión de temas relacionados con el medio ambiente.

## Biografía
Después de terminar su bachillerato en el Gimnasio Moderno de Bogotá (1964), se graduó como Ingeniero Industrial en la Universidad de los Andes (1970) y recibió el título de M. Phil. en Administración de la Universidad de Oxford (1976).  
Actualmente es profesor emérito de la Universidad de los Andes, institución donde ha estado vinculado desde 1971. Allí ha sido Decano de la Facultad de Administración (1984-1990), de la Facultad de Artes y Ciencias (1976–1990) y Vicerrector Académico (1980-1984) Archivado el 16 de febrero de 2020 en Wayback Machine.. 

### Ministro del Medio Ambiente
En 1990 fue nombrado director del Instituto Nacional de los Recursos Naturales Renovables y del Ambiente (INDERENA). Promovió la creación de Ministerio de Medio Ambiente e impulsó la incorporación de los artículos relativos al medio ambiente en la Constitución de Colombia de 1991. Al crearse el Ministerio del Medio Ambiente de Colombia en 1993 fue la primera persona en ocupar este cargo.

### Consultor Ambiental
Fue presidente del Foro de Bosques de las Naciones Unidas en 1996-1999 y 2004-2005. y miembro de la Comisión Mundial de Bosques y Desarrollo Sostenible.
En 1997 contribuyó a la creación del Foro Nacional Ambiental , una alianza de organizaciones ambientalistas y ecológicas que promueve la discusión y el desarrollo de políticas en favor del desarrollo sostenible. Entidad que ha presidido durante varios años. 
Es miembro del Consejo Nacional de Planeación en representación del sector ecológico (2002-2010). 
Desde 2001 enseña e investiga en los campos de política ambiental, desarrollo sostenible y Relaciones internacionales ambientales 
En 2007 fue cofundador de "Parques Nacionales Naturales Cómo Vamos", donde es presidente de su consejo directivo. 
Es miembro fundador del Centro de los Objetivos de Desarrollo Sostenible para Latinoamérica y el Caribe, que inició actividades en 2018. Como parte del equipo, participó en la Cátedra Abierta "Nuestro Futuro" en el año 2020.

## Obras

### Libros
Es autor y editor de varios libros sobre temas ambientales. Los más importantes son los siguientes:
- Nuestro Planeta, Nuestro Futuro. Editorial Debate. 2019. Prólogo de Brigitte Baptiste.
- Gobernabilidad, instituciones y medio ambiente en Colombia (Bogotá. Foro Nacional Ambiental, 2008)
- Desempeño ambiental de la industria de palma de aceite en Colombia (Bogotá. Fedepalma, 2004) (Editor, con B. van Hoof)
- Guerra, sociedad y medio ambiente (Bogotá. Foro Nacional Ambiental, 2004) (Editor, con Martha Cárdenas)
- Gestión ambiental en América Latina y el Caribe (Bogotá,BID, 2002); (Editor, con Guillermo Espinosa) (enlace roto disponible en Internet Archive; véase el historial, la primera versión y la última).
- El futuro ambiental de Colombia (Bogotá,Uniandes, 2002)
- Biodiversidad, cambio climático y degradación de los suelos y desertificación en América Latina. Necesidades y prioridades para el desarrollo de capacidad en América Latina y el Caribe. PNUD-FMAM Iniciativa para el Desarrollo de Capacidad. Enrique H. Bucher, Daniel Bouille, Manuel Rodríguez Becerra y Hugo Navajas. 4 de agosto de 2000  Archivado el 4 de marzo de 2016 en Wayback Machine.
- La reforma ambiental en Colombia (Bogotá, FES, 1998)
- Colombia: Una política ambiental para fin de siglo. Bogotá, Editorial CEREC, 1995, 450 págs. (Editor)
- Crisis ambiental y relaciones internacionales. Bogotá, FESCOL, CEREC, 1994, 203 págs
- El empresario industrial del Viejo Caldas. (Bogotá, Universidad de los Andes, 1980, reimpresión 1994)

### Producción en Revistas
Desde 1999 es columnista del diario El Tiempo (enlace roto disponible en Internet Archive; véase el historial, la primera versión y la última). y desde 2008 es miembro fundador de la revista Razón Pública. 

## Premios y reconocimientos
- Condecoración Alexander Von Humboldt. 2016. Otorgada por la Embajada de Alemania en Colombia.
- Orden al Mérito Julio Garavito en el Grado de Gran Cruz. 2015. Máxima distinción otorgada por el Gobierno Nacional de Colombia en el campo de la ingeniería.
- Mejores 10 líderes de Colombia, 2013. Otorgada por la Fundación Liderazgo por Colombia y Revista Semana.
- Distinción Nacional del Medio Ambiente: Vida y obra. 2002. Otorgada por la Presidencia de Colombia.
- Medalla Nacional de la Educación “Agustín Nieto Caballero”. 1997. Otorgada por la Presidencia de Colombia.